# Aleksandra Nykiel
Aleksandra Nykiel (ur. 23 kwietnia 1997 w Bielsku-Białej) – polska piosenkarka i autorka tekstów.
Finalistka 20. edycji programu Szansa na sukces (2019). Zdobywczyni nagrody publiczności na 56. Krajowym Festiwalu Piosenki Polskiej w Opolu.

## Życiorys
Zainteresowała się muzyką w wieku siedmiu lat. Jej wokalny talent dostrzegły nauczycielki w Szkole Podstawowej nr 6 w Bielsku-Białej, w której się uczyła. Ukończyła Liceum Ogólnokształcące nr VI Zespołu Szkół Ogólnokształcących im. Armii Krajowej z Oddziałami Integracyjnymi.
Śpiewa w zespole Fausystem, który wykonuje utwory autorskie, poruszające duszę pieśni uwielbienia, oraz animuje śpiew podczas mszy z modlitwą o uzdrowienie w oświęcimskiej parafii św. Maksymiliana Marii Kolbego i parafii Matki Bożej Bolesnej w Jawiszowicach. Jest dwukrotną laureatką Festiwalu Zaczarowanej Piosenki, konkursu wokalnego dla uzdolnionych osób niepełnosprawnych współorganizowanego przez Fundację Anny Dymnej „Mimo Wszystko”; w 2011 zdobyła trzecią nagrodę w kategorii dziecięcej, w 2017 zajęła drugie miejsce w kategorii dorosłej. W 2015 wydała album pt. Nic nie musisz mówić – odpocznij we mnie. W 2019 wygrała w jednym z odcinków programu Szansa na sukces, dzięki czemu wystąpiła w konkursie „Debiutów” z utworem „Moja siła” na 56. Krajowym Festiwalu Piosenki Polskiej w Opolu, na którym otrzymała nagrodę publiczności

## Działalność pozamuzyczna
Współpracuje ze Stowarzyszeniem Serce dla Serca i Stowarzyszeniem Protalent. Angażuje się w pracę społeczną na rzecz innych osób.

## Dyskografia
Albumy studyjne
- Nic nie musisz mówić – odpocznij we mnie (2015)

## Nagrody i nominacje
| Rok  | Konkurs                                        | Kategoria                  | Rezultat   | Źródło |
| ---- | ---------------------------------------------- | -------------------------- | ---------- | ------ |
| 2011 | Festiwal Zaczarowanej Piosenki                 | Laureat – kat. do 16 lat   | 3. miejsce | [ 5 ]  |
| 2017 | Festiwal Zaczarowanej Piosenki                 | Laureat – kat. pow. 16 lat | 2. miejsce | [ 5 ]  |
| 2019 | 20. edycja programu Szansa na sukces           | Laureat                    | Nominacja  |        |
| 2019 | 56. Krajowy Festiwal Piosenki Polskiej w Opolu | Nagroda publiczności       | 1. miejsce |        |